# Irene Schouten
Irene Schouten (ur. 21 czerwca 1992 w Zwaagdijk-Oost) – holenderska łyżwiarka szybka, pięciokrotna medalistka olimpijska, wielokrotna mistrzyni świata oraz zdobywczyni Pucharu Świata.

## Kariera
Pierwszy sukces w karierze Irene Schouten osiągnęła w sezonie 2013/2014, kiedy zajęła drugie miejsce w klasyfikacji końcowej Pucharu Świata w starcie masowym. Rozdzieliła wtedy na podium klasyfikacji końcowej Włoszkę Francescę Lollobrigidę oraz swą rodaczkę, Janneke Ensing. Trzykrotnie stawała na podium zawodów tego cyklu, w tym odnosząc jedno zwycięstwo - 10 marca 2013 roku w Heerenveen była najlepsza w starcie masowym. W 2014 roku brała udział w mistrzostwach świata w Heerenveen, zajmując szóste miejsce. Na rozgrywanych trzy lata wcześniej mistrzostwach świata juniorów w Seinäjoki jej najlepszym wynikiem było dziewiąte miejsce na dystansie 3000 m. Podczas dystansowych mistrzostw świata w Heerenveen w 2015 roku zwyciężyła w starcie masowym. Był to debiut tej konkurencji w programie mistrzostw świata, została tym samym pierwszą w historii oficjalną mistrzynią świata w starcie masowym.
W 2022 roku została mistrzynią olimpijską na 3000, 5000 m oraz w biegu masowym. W tej drugiej konkurencji pobiła rekord olimpijski.